# Джакоза, Джузеппе
Джузеппе Джакоза (итал. Giuseppe Giacosa; 21 октября 1847, Коллеретто-Джакоза, Пьемонт — 1 сентября 1906) — итальянский поэт, драматург и либреттист, педагог.

## Биография
Родился 21 октября 1847 в Коллеретто-Парелла, теперь Коллеретто-Джакоза, близ Турина. Его отец был судьей. В 1865—1868 годах Джузеппе учился в Туринском университете на факультете права. Хотя он и получил диплом в области права, не стал строить карьеру юриста. В 1888—1892 годах преподавал литературу и искусство декламации в Миланской консерватории.
Известность приобрёл благодаря стихотворному сборнику «Игра в шахматы» (итал. Una Partita a Scacchi) 1871 года. Но главным занятием было написание пьес, проницательных и простых; создавая сюжеты, действия которых происходили в Пьемонте, затрагивал темы современных ему буржуазных ценностей. Он написал пьесу «La signora di Challant» для известной французской актрисы Сары Бернар, которую она поставила в Нью-Йорке в 1891.
Он также писал либретто вместе с Луиджи Иллика, использовавшиеся Джакомо Пуччини в написании опер: «Богема» (1895), «Тоска» (1899) и «Мадам Баттерфляй» (1903), а также «Манон Леско» (1892; с Илликой, Марио Прагой и Доменико Оливой).